# Observatoire du Mont Sinaï
L'Observatoire du Mont Sinaï est un ouvrage défensif construit pendant la Première Guerre mondiale à Verzy (Marne, France).

## Histoire
Avec la stabilisation du front de la Première Guerre mondiale après la bataille de la Marne (1914), le mont Sinaï devient un point stratégique. Lieu d'observation de toute la plaine autour de Reims desservi par la gare de Verzy qui faisait partie du réseau des Chemins de fer de la Banlieue de Reims, il fut protégé par la création de cet abri bétonné relié aux installations ferroviaires. Le général Gouraud, commandant de la IVe Armée, s'y rendait régulièrement.

## Mise en valeur

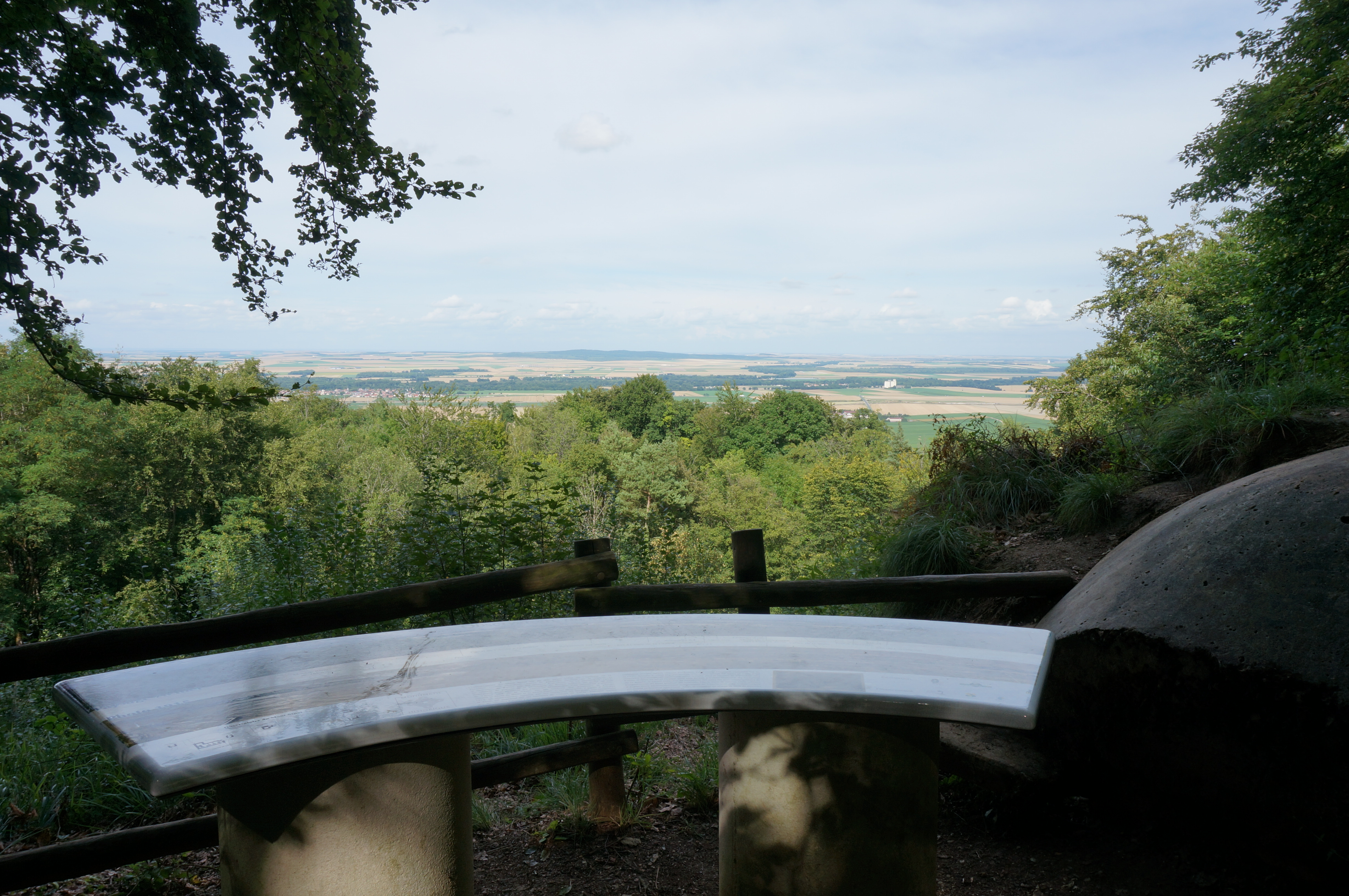
Table et point de vue.

L'abri est classé depuis le 25 janvier 1922.
Par sa position dans le parc naturel régional de la Montagne de Reims, il fournit toujours un point de vue sur la plaine de Reims avec un panorama à 180° centré sur le nord. La table d'orientation qui y a été créée est un des points d'attraction de la forêt de Verzy.